# Елисеева, Вера Григорьевна
Вера Григорьевна Елисеева (1915 — 1990) — передовик советского сельского хозяйства, доярка совхоза имени Ленина Калининского района Саратовской области, Герой Социалистического Труда (1966).

## Биография
Родилась в 1915 году в селе Малый Мелик Казачкинской волости Балашовского уезда (ныне — Балашовского района Саратовской области) в русской семье крестьянина бедняка. Рано осталась сиротой без опеки родителей. С 1925 по 1936 годы трудилась колхозницей в колхозе имени Ленина в селе Малый Мелик. Затем пять лет отработала колхозницей в колхозе «Красный путь» Казачкинского района. С 1941 по 1955 годы работала дояркой в колхозе «Новая жизнь», а с 1955 по 1957 годы в этом же хозяйстве работала животноводом на молочно-товарной ферме. Однако вскоре вновь вернулась к работе дояркой.
В 1961 году первая среди доярок Калининского района Елисеева взялась доить вручную группу из 20 коров и в течение 16 лет от каждой головы получила по 3000 литров молока в год. В 1964 году в соревновании доярок она заняла первое место, надоила по 2675 килограммов молока от каждой фуражной коровы, а в целом от группы — 535 центнеров. В 1965 году от закреплённых за нею 19 коров надоила 50,4 тонны молока, что составляет 2519 килограммов на одну фуражную корову.
За большие успехи, достигнутые во Всесоюзном социалистическом соревновании, и проявленную трудовую доблесть при выполнении принятых обязательств по улучшению производства молока, Указом Президиума Верховного Совета СССР от 22 марта 1966 года Вере Григорьевне Елисеевой было присвоено звание Героя Социалистического Труда с вручением ордена Ленина и золотой медали «Серп и Молот».
В дальнейшем продолжала работать на ферме. Ударник коммунистического труда, доярка 4-го отделения совхоза имени Ленина. На заслуженный отдых вышла в 1977 году.
Умерла в 1990 году. Похоронена в селе Казачка Калининского района Саратовской области.

## Награды
За трудовые успехи удостоен:
- золотая звезда «Серп и Молот» (22.03.1966),
- орден Ленина (22.03.1966),
- Медаль «За доблестный труд в Великой Отечественной войне 1941—1945 гг.»
- другие медали.